# Union Bordeaux Bègles
Union Bordeaux Bègles is een Franse rugbyclub uit Bègles in de agglomeratie Bordeaux. De club is ontstaan in 2006 uit de fusie van de omnisportvereniging Stade Bordelais en Club Athlétic Bordeaux-Bègles Gironde. De club speelt zijn thuiswedstrijden in het stade André-Moga. In het seizoen 2010-2011 eindigde Bordeaux Bègles als vijfde in de Pro D2, het Franse tweede rugbyniveau. Hierdoor mocht het meedoen aan barragewedstrijden waarmee men een plaats wist te bemachtigen in de Top 14 voor het seizoen 2011-2012.

## Geschiedenis
Tot de fusie in 2006 had Bordeaux te maken met de afwezigheid van een echte topclub. Meer had het misschien nog wel te maken met de rivaliteit tussen Stade Bordelais en CA Bordeaux-Bègles Gironde. Stade Bordelais was groot aan het begin van de twintigste eeuw met zeven landskampioenschappen tussen 1899 en 1911. CA Bordeaux-Bègles Gironde wist zijn rugbyfaam te verwerven met kampioenschappen in 1969 en 1991.
Ondanks hevige tegenstand bij supporters en gelederen binnen de clubs, werd de voorgenomen fusie tussen Stade Bordelais en CA Bordeaux-Bègles Gironde toch in werking gezet om één grote rugbyclub in Bordeaux te creëren. Deze nieuwe fusieclub, Union Bordeaux Bègles nam de plaats van Stade Bordelais in de Pro D2 over vanaf het seizoen 2006-2007. In het eerste seizoen had de club een begroting van 3,6 miljoen euro. Doel is om deze langzaam te laten stijgen om uiteindelijk aansluiting te vinden bij andere clubs in Europa.
De supporters van de club zijn verenigd in Les Burdigalais.

## Erelijst

### Stade Bordelais
Kampioen van Frankrijk

1899, 1904, 1905, 1906, 1907, 1909, 1911
Challenge de l'Espérance

1997

### Club Athlétic Bordeaux-Bègles Gironde
Kampioen van Frankrijk

1969, 1991
Beker van Frankrijk

1949
Comité Côte d'Argent Honneur 

1919, 1923, 1925, 1926, 1927, 1928, 1929, 1930, 1932